# Charles Deveaux
Charles Deveaux is een fictief persoon uit de televisieserie Heroes. Hij is de vader van Simone Deveaux. Peter Petrelli verzorgt hem tot zijn dood, tijdens zijn ongeneeslijke periode.